# Польская конституция 1921 года
Польская конституция 1921 года (пол. Ustawa z dnia 17 marca 1921 r. – Konstytucja Rzeczypospolitej Polskiej) — принята 17 марта 1921 года (потому иногда также называется «мартовская конституция», пол. Konstytucja marcowa) учредительным сеймом под влиянием сильного демократического движения, развернувшегося в Польше после окончания советско-польской войны.

## Основные положения
Утверждала в Польше республиканский строй. Устанавливала двухпалатный парламент — Национальное собрание, в составе сейма и сената, избиравшийся сроком на 5 лет всеобщим, равным и тайным пропорциональным голосованием (статьи 11 и 36). Сейм утверждал правительство и отдельных министров и имел право их смены. Процедура досрочного роспуска сейма была очень сложна, тем самым в государстве закреплялась его особая позиция. Избирательное право предоставлялось для выборов в сейм гражданам, достигшим 21 года, а в сенат — 30 лет (статьи 12 и 36). Военнослужащие голосовать права не имели (статья 12).
Согласно статье 39, исполнительную власть в стране осуществлял президент, избиравшийся сеймом и сенатом на 7 лет. Он выдвигал кандидатуры премьера и министров, представлял государство на международной арене. Акты президента подлежали контрасигнатуре. Правительство было ответственно перед парламентом.
Конституция, сохраняя право частной собственности, разрешало государству проводить принудительный выкуп земли, регулировать её куплю и продажу (статья 99).
Конституция 1921 года также провозглашала и закрепляла основные демократические права граждан — свободу слова, организаций, печати, собраний, а также равенство всех граждан перед законом. Одновременно ограничивала их определёнными условиями и оговаривала право государства их отменять (статья 124). Согласно конституции, римско-католическое вероисповедание занимало ведущее положение среди равноправных конфессий. В конституции также имелись статьи об охране труда, о социальном обеспечении граждан в случае болезни, безработицы.
Высшей судебной инстанцией являлся Верховный суд (Sąd Najwyższy), суды апелляционной инстанции — апелляционные суды (Sądy apelacyjne), суды первой инстанции — окружные суды (Sądy okręgowe), низшее звено судебной системы — городские суды (Sądy grodzkie), последние два имели в своём составе заседателей (Ławnik), избираемые гминными советами. Органы административной юстиции — Государственный трибунал (Trybunał Stanu) и Высший административный суд (Najwyższy Trybunał Administracyjny).
С установлением в Польше в 1926 году санационного режима в конституцию 1921 были внесены поправки, а в 1935 году она была заменена более реакционной по содержанию конституцией, окончательно превратившую Польшу в авторитарное государство.